# Real Madrid
Real Madrid CF (celým názvem: Real Madrid Club de Fútbol) je španělský fotbalový klub, který sídlí v Madridu. Od sezóny 1929 hraje v Primera División, španělské nejvyšší fotbalové soutěži. Největšími rivaly Realu Madrid jsou Atlético Madrid a FC Barcelona. Kromě fotbalu má klub také oddíly pro basketbal (viz článek), tenis, stolní tenis a vodní pólo. Má přezdívku „Bílý balet“.
Klub byl založen v roce 1902, ale právo nosit titul Real (královský) mu bylo uděleno až v roce 1920 králem Alfonsem XIII. (v letech 1931–40 slovo Real odebráno z důvodu existence Druhé Španělské republiky). Poslední kosmetická změna názvu přišla v roce 1941, kdy bylo z názvu odstraněno anglické Football Club, které bylo nahrazeno španělským Club de Fútbol. Stalo se tak z důvodu pečlivého frankistického potírání všech anglicismů v zemi.
Real hraje na stadionu Santiago Bernabéu v Madridu s kapacitou 81 044 diváků, který byl postaven v roce 1947. Klubovou historii zdobí mnoho titulů. Real vyhrál patnáctkrát Ligu mistrů UEFA (dříve Pohár mistrů evropských zemí), tedy vícekrát než kterýkoliv jiný fotbalový klub v celé Evropě. 18. prosince 2000 zvolila FIFA Real Madrid za nejlepší fotbalový klub 20. století.

## Historie
Fotbal přivedli do Madridu profesoři a studenti Institución Libre de Enseñanza. V roce 1895 založili klub Football Sky, který každé nedělní ráno hrál v Moncloe. V roce 1900 se tento klub rozpadl na dva různé kluby New Foot-Ball de Madrid a Club Español de Madrid. Prezidentem pozdějších klubů byl Julián Palacios. V roce 1902 se klub rozpadl znova na Sociedad Madrid Foot-ball Club. Prvním prezidentem klubu byl Juan Padrós Rubió, prvním sekretářem klubu byl Manuel Mendía a prvním klubovým pokladníkem byl José de Gorostizaga. V roce 1905, pouze tři roky po založení, už Sociedad Madrid Foot-ball Club vyhrál první ze čtyř za sebou jdoucích titulů Copa del Rey (španělský pohár). V roce 1920 se název klubu změnil se svolením krále na Real Madrid Club de Fútbol.

### Éra Santiaga Bernabéa a Alfreda Di Stéfana
V roce 1905 odehrál svůj první soutěžní zápas za Real Madrid tehdy sedmnáctiletý Santiago Bernabéu, který se později stal legendou klubu. Bernabéu odehrál v Realu celou svou fotbalovou kariéru a byl jedním z nejlepších hráčů, kteří v té době ve Španělsku hrávali.
Po ukončení své fotbalové kariéry se stal ihned úředníkem klubu a Real začal vzkvétat. V roce 1920 byl tehdejší Sociedad Madrid Foot Ball Club přejmenován na královský Real Madrid. Bernabéu měl v hlavě obrovskou vizi a chtěl vybudovat nejlepší tým světa.
Jeden z nejvýznamnějších plánů Bernabéa byla samozřejmě stavba nového stadionu. Největší přestup za jeho dob byl jednoznačně příchod Alfreda Di Stéfana, který se stal legendou klubu a nejlepším hráčem v historii klubu. Di Stéfano přišel do Realu v roce 1953. Okolo jeho přestupu bylo plno spekulací, ale Di Stéfano se nakonec právoplatně stal hráčem Realu.
Ihned v první sezóně s Di Stéfanem v týmu ukončil klub chudé období a dokázal vyhrát titul. Di Stéfano se pochopitelně stal nejlepším střelcem klubu i soutěže, když dokázal vstřelit 29 branek.
Kolem roku 1955 tlačil Bernabéu na organizaci evropského poháru, aby Real mohl konečně svou sílu ukázat i proti evropským celkům.
V Realu se zrodil nejlepší útok světa a s hráči jako Ferenc Puskás (1958), Raymond Kopa (1956) a Francisco Gento (1953) si vysloužil přezdívku „Bílý balet“. V roce 1960 Real vyhrál popáté v řadě Pohár mistrů, když si dokázal poradit s Frankfurtem v poměru 7:3. Toto finále je dodnes považováno za jedno z nejlepších v historii. Za Real se čtyřikrát trefil Ferenc Puskás a třikrát Alfredo Di Stéfano.
I po odchodu Di Stéfana Real stále vítězil a přidával na své konto jedno vítězství ve španělské lize za druhým. Mimo jiné Francisco Gento se stal jediným hráčem na světě, který dokázal šestkrát vyhrát Pohár mistrů evropských zemí. V 70. letech Real vyhrál dalších pět titulů v lize a ve Španělském poháru a nyní vládly hvězdy jako Camacho, Juanito nebo Santillana. 2. června 1978 skončila éra Santiaga Bernabéa, který zemřel přirozenou smrtí. Po jeho smrti byl stadion Realu Madrid přejmenován na jeho dnešní název Estadio Santiago Bernabéu. Tímto skončila jedna velká a nejslavnější éra madridského velkoklubu.

### Generace „supa“ a začátek novodobé historie

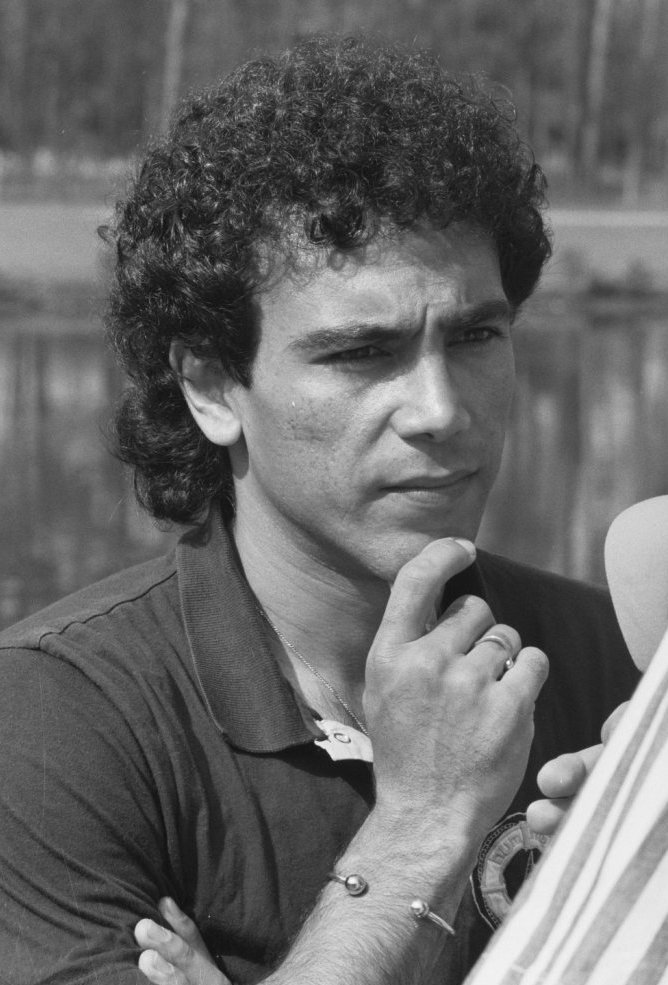
Hugo Sánchez v roce 1988

V první polovině 80. let vládlo španělskému fotbalu Baskicko, tedy Real Sociedad a Athletic Bilbao. Ačkoliv Real si na španělský titul musel počkat, rezerva v podobě Castilly si získala oblibu u fanoušků svým pojetím fotbalu a tím, že se utkala o národní pohár, Copu del Rey, se seniorským mužstvem Realu. Castilla posléze dodala hlavnímu mužstvu budoucí opory – utvořila se zde osa jménem La Quinta, jejíž součástí byli hráči Emilio Butragueño, Manuel Sanchís, Martín Vázquez, Miguel Pardeza a Míchel.
Ti se začali prosazovat na přelomu let 1983 a 1984 a v ročníku 1984/85 se už La Quinta mohla těšit úspěchu v Poháru UEFA. Ve třetím kole čelil Real Madrid finalistovi posledního ročníku, Anderlechtu a prohrál venku 0:3. Výsledek ale fotbalisté Realu otočili, když díky Butragueñovi (3 góly), Valdanovi (2 góly) a Sanchísovi (1 gól) vyhráli 6:1. Finále madridský celek zvládl triumfem nad maďarským Videotonem.
Klubový prezident Ramón Mendoza podepřel nadějnou mládež akvizicí Huga Sáncheze. Trenér Luis Molowny, který v průběhu sezóny 1984/85 nahradil Amancia Amaru, obhájil Pohár UEFA a po šesti letech vrátil titul mistra do hlavního města. Trenérovo rozestavení 4–3–3 využívalo Huga Sáncheze na hrotu podporovaného ze stran Valdanem a Butragueñem, který měl přezdívku „El Buitre“ (Sup). Za nimi hrál Míchel, kterému v záloze defenzivně vypomáhal Ricardo Gallego. Sánchez přezdívaný Hugol vstřelil 22 gólů, čímž podepřel rekordní sezónu se ziskem 56 bodů napříč 34 zápasy v éře, kdy se za výhru udělovaly body dva.
Druhá Barcelona na Real ztrácela 11 bodů. Později převzal trénování Los Blancos Leo Beenhakker, do branky se nově postavil Francisco Buyo přezdívaný „Paco“ a do Madridu dorazily další tituly. Další posilou se stal Bernd Schuster.
V této době dokázali fotbalisté Realu vyhrát dvakrát Pohár UEFA, pětkrát španělský titul a čtyřikrát španělský pohár. V roce 1990 dokonce Real vytvořil rekord v počtu vstřelených gólů v jedné sezóně – pod tehdejším trenérem Johnem Toshackem vstřelil ve 38 ligových zápasech 107 gólů a jednoznačně získal titul.
Po konci této generace ale do Madridu přišla krize, která vrcholila častým střídáním trenérů. Tehdejší prezident Ramón Mendoza dokonce v klubu vytvořil nepříjemné dluhy a Real se potácel ve velmi špatné situaci. Nový prezident klubu Lorenzo Sanz však dokázal klub částečně dostat z dluhů a „Bílý balet“ se chystal opět k výšinám.

### První éra Galácticos
Uprostřed roku 2000 vyhrál volby do role prezidenta klubu španělský byznysmen Florentino Pérez, který v červenci porazil Lorenza Sanze. Pérez do Madridu přivedl jím slíbenou posilu Luíse Figa z Barcelony za tehdy rekordní částku 62 milionů eur. Tímto započala éra Galácticos, během níž byl tým Realu Madrid postupně dotvářen nově příchozími hvězdami za rekordní přestupové částky. Do sezóny 2000/01 vstoupil královský klub s trenérem Vicentem del Bosquem, který v klubu zůstal. Obhajobu Ligy mistrů v semifinále zarazil Bayern Mnichov, na domácí scéně Real dominoval a s pomocí Figa vybojoval 28. titul. Rok po Figovi dorazil Zinédine Zidane za 77-78 milionů eur z Juventusu. V záložní řadě umožnil Zidanovy výpady vpřed defenzivní štít Claude Makélélé, oba francouzští reprezentanti a mistři světa a Evropy byli doplněni právě Figem a Santiagem Solarim. V útoku nadále působili Španělé Raúl a Fernando Morientes, podporu útoku obstarali krajní obránci Roberto Carlos a Míchel Salgado. Vyvrcholení sezóny přineslo (po postupu přes Bayern a Barcelonu) další vítězné finále Ligy mistrů proti Leverkusenu, mistrovský titul ale mezi dubnem a květnem 2002 ukořistila Valencia, Real skončil třetí. Oslavy sta let od založení měly kulminovat ve finále Španělského poháru Copa del Rey proti Deportivu La Coruña na Santiago Bernabéu, zápas přezdívaný El Centenariazo ale skončil vítězstvím Deportiva.

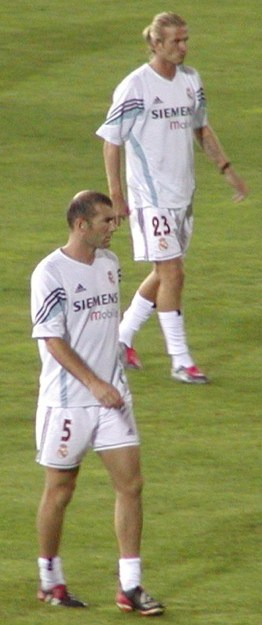
Angličan David Beckham (nahoře) a Francouz Zinédine Zidane byli synonymem éry Galácticos

V roce 2002 odkoupil Real Madrid z Interu Milán útočníka Ronalda, právě mistra světa, za částku 46 milionů eur. Svěřenci del Bosqueho s 20letým Ikerem Casillasem v bráně po odmlce opět ovládli španělskou La Ligu, při cestě navíc vyhráli Superpohár UEFA a Interkontinentální pohár a Ronaldo vstřelil 23 gólů. Perézova strategie Zidanes y Pavones založená na akvizici hvězd doplněných o mladé hráče z akademie (Javier Portillo, Álvaro Mejía atd.) se začala potýkat s důsledky – někteří hráči nebyli spokojeni se svojí pozici a jejich smlouva nebyla prodloužena. Odešli proto obránci Fernando Hierro a Iván Campo, záložník Makélélé a dokonce i trenér del Bosque.
Dalším hvězdným fotbalistou Madridu se stal David Beckham, koupený za částku 35-37 milionů eur z Manchesteru United, trenérskou židli mezitím obsadil Carlos Queiroz. Real Madrid započal sezónu 2003/04 ziskem Španělského superpoháru Supercopa de España. Po prohře s Valencií 0:2 venku v pátém kole prohrál Real v následujících 23 ligových zápasech jen dvakrát. V prosinci zaznamenal výhru s Barcelonou na Camp Nou po 20 letech. V průběhu jara držely hvězdy „Bílého baletu“ první místo, avšak v konečné tabulce obsadily nakonec až místo čtvrté, zásluhou čtyř porážek za sebou. Ve finále poháru nestačil Real Madrid na Real Zaragozu. V Lize mistrů nepřekročil čtvrtfinále poté, co po domácí výhře 4:2 prohrál v Monaku 1:3. Vyřazení od Monaka zařídil pro knížecí klub Španěl Morientes, který v Monaku hostoval právě z Realu.
Po sezóně bez trofeje se prostřídala pětice trenérů. Další posilou se stal anglický útočník Michael Owen z Liverpoolu, jehož dopad na výsledky nebyl takový jako u předchozích příchozích a o rok později – tedy po sezóně 2004/05 – odešel. Vzestup Barcelony, která získala v sezóně 2004/05 titul, se další rok pokusili zmařit další hvězdy Robinho a Sergio Ramos – ovšem bez úspěchu. Zatímco na podzim roku 2005 podlehl Real na domácím stadionu 0:3 s Barcelonou, na jaře roku 2006 přišlo vyřazení od Arsenalu v rámci osmifinále Ligy mistrů, stejně jako předchozí sezónu v osmifinále s Juventusem. V domácím poháru utrpěl Real porážku 1:6 od Realu Zaragoza. Již v únoru klubový prezident Pérez rezignoval.
Do sezóny 2006/07 vkročil Real s prezidentem Ramónem Calderónem, trenérem Fabiem Capellem a s posilami jako byli obránce a mistr světa Fabio Cannavaro, záložníci Mahamadou Diarra a Emerson, křídelník José Antonio Reyes nebo útočník Ruud van Nistelrooy. Přestože Real opět nepřešel osmifinále a byl kvůli pravidlu venkovních gólů vyřazen Bayernem Mnichov, v pořadí 30. ligový titul získal. S konkurenční Barcelonou měl stejný počet bodů, ovšem lepší vzájemnou bilanci. Trenér Capello byl propuštěn, odešel Beckham. V sezóně 2007/08 získali hráči Realu další titul, v Lize mistrů však opět vypadli ze začátku play-off s AS Řím. Dva ligové triumfy po sobě však u příznivců „nerezonovali“ – ti byli nespokojení jak s neatraktivní hrou, tak s přestupovou politikou a samotným Calderónem, který čelil obviněním z nekompetentnosti a netransparentnosti fungování klubu.
Byl to bývalý hráč Bernd Schuster, kdo v sezóně 2008/09 trénoval Real a k dispozici měl jedny z nejlepších fotbalistů Nizozemska – působili tu křídelník Arjen Robben, záložníci Rafael van der Vaart a Wesley Sneijder, bek Royston Drenthe a útočníci van Nistelrooy a Klaas-Jan Huntelaar. Schusterův Real utrpěl domácí debakl od Barcelony 2:6, titul nezískal (skončil třetí) a během jara se opět poroučel v Lize mistrů v osmifinále – tentokráte vyřazen Liverpoolem.

### Florentino Pérez opět na scéně aneb Los Galácticos II, konec Raúla a Mourinhova éra (2009–2013)

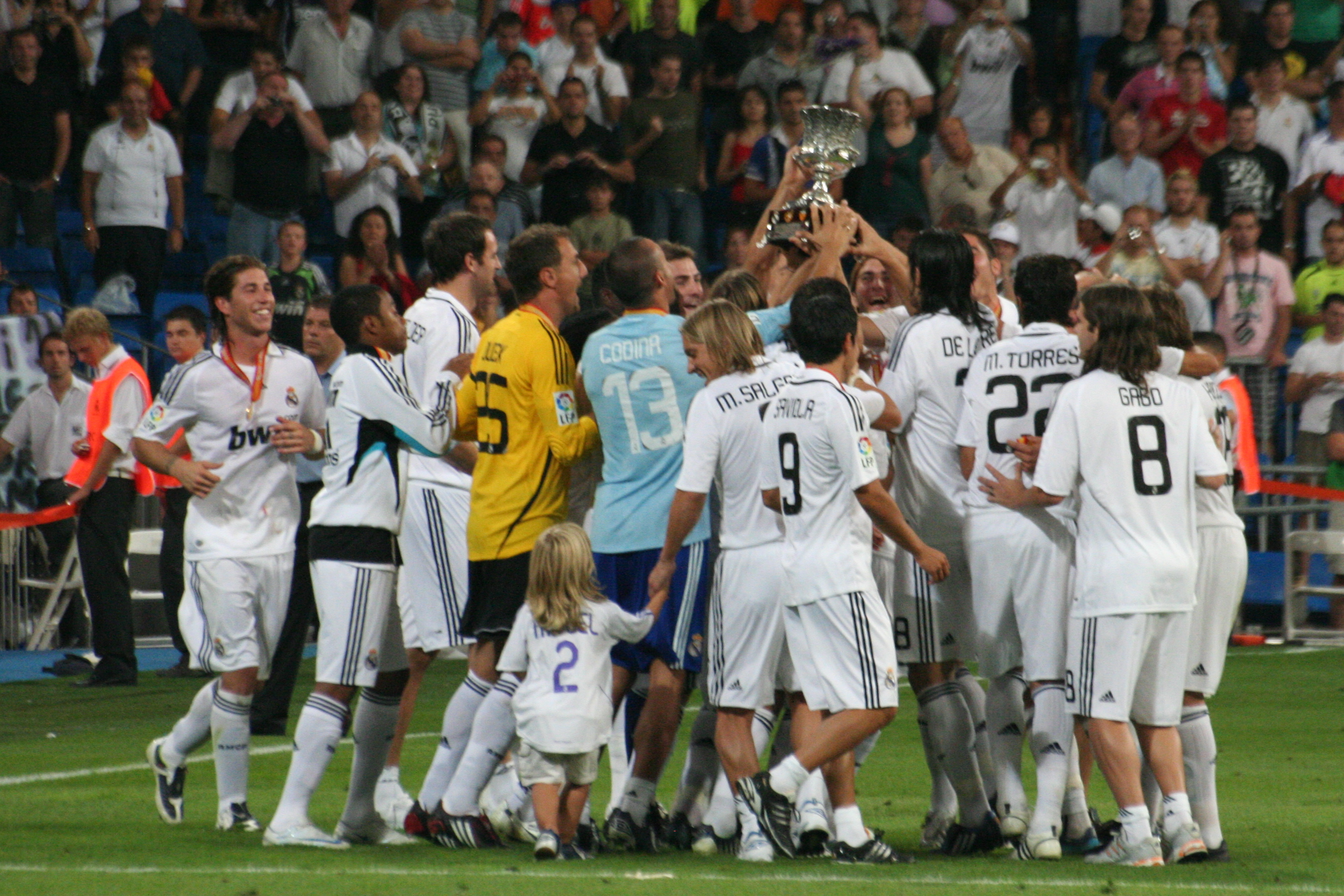
Vítězství v Primera División 2008

Ovšem královský klub z Madridu toužil po svém 10. triumfu v Lize mistrů a po nepovedené sezóně, kdy byl, mimochodem kvůli údajným manipulacím během valné hromady, odvolán, respektive podal rezignaci, Ramon Calderon. Po půlroku přechodné vlády Vicenteho Boludy se do čela Realu znovu dostal Florentino Pérez, který začátkem léta 2009 rozjel projekt Galácticos II.
Do Realu Madrid přišla velká světová jména v čele s Cristianem Ronaldem (94 milionů eur) a Kaká (68 milionů eur). Do týmu přibyli i Karim Benzema, Raúl Albiol či Xabi Alonso. Vedení klubu navíc všem příchozím přichystalo obrovské prezentace přímo na stadionu Santiaga Bernabéu, na které dorazily tisíce fanoušků, vrcholem bylo představení Portugalce Ronalda, který vyprodal sám celý stadion (80 tisíc fanoušků). Pro ostatní, nepotřebné, hráče to však znamenalo konec působení v Realu. Balili se tak Klaas-Jan Huntelaar, Wesley Sneijder, Arjen Robben a v polovině sezóny i Ruud van Nistelrooy. Ani zvučné posily ovšem nepřinesly kýžený úspěch.
V Copa del Rey Los Merengues vybouchli s Alcorcónem, který dokonce u sebe doma vyhrál 4-0! Potupu Real Madrid dokonal opětovným neúspěchem v osmifinále Ligy mistrů, kdy ho vyřadil Olympique Lyon. Na ligové půdě to dlouho vypadalo na zajímavý konec soutěže, nicméně prohraná El Clásica znamenala, že Barca obhájila titul mistra. Prezident Pérez tak nelenil, odvolal trenéra Pellegriniho a na jeho místo dosadil Josého Mourinha, kterého přetáhl z Interu Milán, s nímž Portugalec zvítězil ve finále Ligy mistrů na Santiagu Bernabéu.
A The Special One začal Real předělávat k obrazu svému. Přišli Ángel Di María, Mesut Özil, Ricardo Carvalho a Sami Khedira, zatímco odešli Rafael van der Vaart, Mahamadou Diarra, ale hlavně Raúl González a Guti. Rozloučení obou hráčů na tiskových konferencích bylo více než emotivní. Královský velkoklub tímto dopsal jednu ze svých dalších slavných kapitol. Novým vůdcem bílé armády se stal další klubový symbol – Iker Casillas.
Bílý balet následně skutečně prorazil. V Lize mistrů došel až do semifinále, kde padl po kontroverzním dvojzápase s Barcelonou. V La Lize tu byl znovu prohraný souboj s Barcelonou, i když se nakonec většina odborníků shodla, že se o titul Los Blancos připravili sami. Každému ovšem utkví v paměti potupná prohra z Nou Campu, 5-0. Tohle všechno si Mourinhova družina vynahradila v Královském poháru. Na své pouti vyřadila postupně Murcii, Levante, Atlético Madrid a Sevillu. Ve velkém finále se utkala s Barcelonou, kterou po prodloužení porazila brankou Cristiana Ronalda, jenž ten rok překonal všemožné střelecké rekordy ve Španělsku (hlavně ten v La Lize). Na tuto trofej se čekalo celých 18 let!
V ročníku 2011/12 se Bílý balet prezentoval fantastickým fotbalem, který přinesl ligový titul. O tom se prakticky rozhodl v Gran Derbi v Barceloně, kde rozhodoval famózní Ronaldo, tahoun celého týmu. Ten stanovil nový klubový rekord, když v jedné sezoně nastřílel celkem 60 gólů a zároveň rekord La Ligy za nejrychlejší dosažení mety 100 gólů – stačilo mu na to jen 92 utkání. V Copa del Rey Barca Realu oplatila předchozí finálovou porážku, zatímco v pohárové Evropě Los Merengues narazili na neoblíbené Němce, přesněji FC Bayern Mnichov. Nervy drásající penaltový rozstřel v odvetě Madridistas nezvládli a čekání na La Decimu (desátý titul) se prodloužilo.
Sezónu 2012/13 začal Real úspěšně, když ve španělském superpoháru porazil Barcelonu díky vice gólům na hřišti soupeře. Tento rok také doplnil kádr nadějný Luka Modrić, který přišel za 33 mil. £ z Tottenhamu. V Lize mistrů byl Real Madrid nalosován do „skupiny smrti“ společně s Ajaxem Amsterdam, Manchesterm City a Borussií Dortumund. V této těžké konkurenci skončil nakonec druhý s Borussií, která skupinu vyhrála. Poté se přes Manchester United a Galatasaray dostal do semifinále, kde opět nestačil na vynikající Borussii Dortmund. Ani v Copa del Rey se Realu nepodařilo vyhrát, když ve finále v prodloužení podlehl městskému rivalovi Atléticu. Po tomto neúspěchu oznámil president Peréz odchod kouče Mourinha, na kterém se vzájemně dohodli.

### Carlo Ancelotti, Zinédine Zidane
Novým koučem byl 25. června 2013 jmenován Carlo Ancelotti, který s klubem podepsal tříletou smlouvu. Jako asistenti byli
představeni bývalá hvězda klubu Zinédine Zidane a Paul Clement. 1. září pak byla oznámena dlouho očekávaná zpráva, když klub dokončil další velký přestup – z Tottenhamu přišel za téměř 100 mil. € rychlík z Walesu Gareth Bale. Nákup se určitě vyplatil, Bale nastřílel nemálo důležitých gólů, přičemž jeden z nich zajistil Realu vítězství v Copa del Rey 2013/14 – ve finále proti Barceloně vstřelil Bale 5 minut před koncem zápasu vítězný gól na 2-1, na který již Barcelona nestihla odpovědět.
Ligový titul v sezóně 2013/14 sice Real nezískal (vyhrálo jej Atlético Madrid), ale stal se vítězem Ligy mistrů UEFA po finálové výhře 4:1 po prodloužení v derby právě nad Atléticem Madrid. Bylo to jeho jubilejní desáté vítězství v této nejprestižnější evropské klubové soutěži. Následně se mu podařilo získat podruhé v historii získat evropský Superpohár, ve kterém zvítězil 12. srpna 2014 přesvědčivě nad Sevilla FC 2:0 (oba góly vstřelil Cristiano Ronaldo). Poprvé v historii zvítězil Real Madrid na Mistrovství světa klubů, když ve finále v roce 2014 zvítězil nad argentinským San Lorenzem 2:0.
V sezóně 2014/15 klubu titul v lize unikl o dva body, když ho získala Barcelona, v Lize mistrů skončil v semifinále. Po krátkém působení Rafaela Beníteze (červen 2015–leden 2016) byl hlavním trenérem jmenován Zinédine Zidane. Pod jeho vedením skončil Real v květnu 2016 opět druhý za Barcelonou, na vítěze ztrácel jeden bod. Podařilo se mu ale vyhrát Ligu mistrů. V sezóně 2016/17 pak klub vyhrál po třicáté-třetí španělskou ligu a opět trumfoval i v Lize mistrů, když ve finále porazil Juventus Turín. Real Madrid se tak stal prvním klubem v novodobé historii Ligy mistrů, který dokázal triumf obhájit. Zidanův zápis do historie fotbalu tím ale nekončil. Jeho svěřenci zvítězilo v Lize mistrů i v následujícím ročníku a zvedli nad hlavu pohár pro vítěze nejprestižnější soutěže na světě potřetí za sebou.

### Éra po Ronaldovi (dnes)
V létě 2018 odešel z Realu Cristiano Ronaldo do Juventusu, který v minulých sezónách nastřílel mnoho gólů, a trenér Zinédine Zidane. Do trenérského křesla usedl Julen Lopetegui, kterého kvůli domluvě s Realem propustili od španělské reprezentace pár dnů před začátkem mistrovství světa v Rusku. Madridskému klubu se ale v La Lize 2018 zatím příliš nedařilo. Julen Lopetegui byl propuštěn z Realu Madrid po prohře nad Barcelonou (1:5) a nahradil jej dočasný trenér Santiago Solari, který hrál v Realu Madrid v letech 2000–2005. Pod jeho vedením se tým zvedl. Podle španělských pravidel musel klub stanovit do patnácti dnů stálého trenéra. Pod Solarim, jako dočasným koučem, vyhrál španělský tým všechny zápasy, mimo jiné porazil v Lize mistrů 5:0 Plzeň a Solari byl před reprezentační přestávkou jmenován stálým trenérem. Smlouvu podepsal až do roku 2021. Ani tomu se však moc nedaří a do Realu se vrací Zinédine Zidane. Po příchodu Zidana zpátky k týmu se výkony zvedly. V letním přestupovém oknu do Realu Madrid přišla za 100 milionů eur několikaletá hvězda anglické Premier League, Eden Hazard. Zatím největší úspěch druhé Zidanovy éry je mistrovský titul ze sezóny 2019/2020.
Úvod ligové sezóny 2020/21 hatily neúspěchy v podobě porážek s Cádizem (0:1), Valencií (1:4) či Deportivem Alavés (1:2) a i když se Real postupem času ujmul druhé pozice a naháněl Atlétiko, rané ztráty a devět nerozhodných zápasů vyústily v onu konečnou pozici „vicemistra“. V průběhu prosince si zajistil osmifinále Ligy mistrů UEFA, když v závěrečném zápase skupiny překonal Borussii Mönchengladbach. Jarní cesta Evropou pokračovala přes Atalantu a Liverpool, v semifinále Real nestačil na pozdějšího vítěze Chelsea. V lednu se kvůli Athleticu poroučel ze superpohárového mini-turnaje již v semifinále, pár dní na to nestačil v prodloužení na třetiligové Alcoyano ve 3. kole národního poháru. Později si klub poštval některé příznivce, když se přihlásil k projektu evropské fotbalové Superligy. Mužstvo se spoléhalo na zkušenou záložní trojici Modrić—Kroos—Casemiro, brankáře Courtoise a útočníka Benzemu, jenž zaznamenal 30 gólů a k tomu 9 asistencí. Trenér Zidane – který po sezóně skončil – se potýkal se zraněními Ramose a Hazarda a Asensiem, Iscem a Marcelem postrádajícím formu. Real Madrid nezískal žádnou trofej a přišel o dlouholetou oporu obrany Ramose, se kterým se klub nedohodl na prodloužení smlouvy. Před sezónou 2021/22 se na post hlavního trenéra vrátil Ital Carlo Ancelotti.

## Historické názvy
Zdroj:
- 1902 – Sociedad Madrid FC (Sociedad Madrid Foot-ball Club)
- 1904 – fúze s Moderno Football Club (1902–1904) ⇒ Madrid–Moderno FC (Madrid–Moderno Foot-ball Club)
- 1904 – Madrid FC (Madrid Foot-ball Club)
- 1920 – Real Madrid FC (Real Madrid Football Club)
- 1931 – Madrid FC (Madrid Football Club)
- 1940 – Real Madrid FC (Real Madrid Football Club)
- 1941 – Real Madrid CF (Real Madrid Club de Fútbol)

## Klubové symboly

### Historická loga

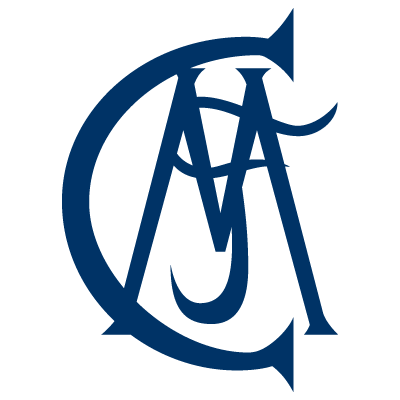
1902
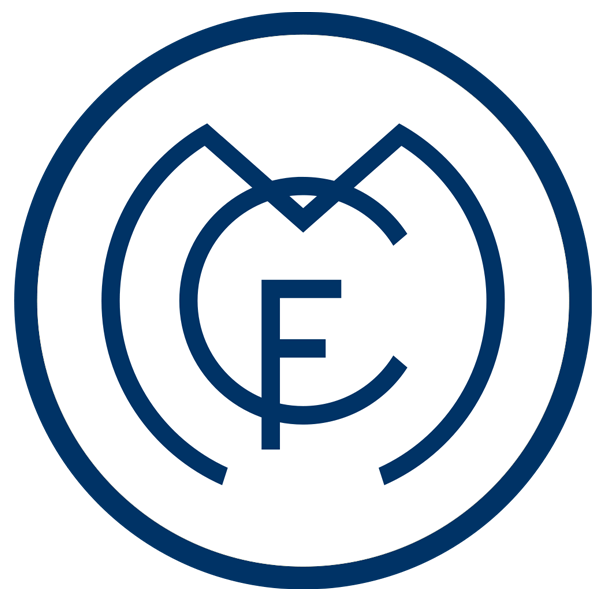
1908
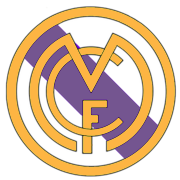
1931

## Úspěchy

### Úspěchy A–týmu
| Kontinentální medaile |
| - Pohár mistrů evropských zemí / Liga mistrů UEFA (1. evropská výkonnostní úroveň; 15× vítěz) - – Real Madrid CF: 1955/56, 1956/57, 1957/58, 1958/59, 1959/60, 1965/66, 1997/98, 1999/00, 2001/02, 2013/14, 2015/16, 2016/17, 2017/18, 2021/22, 2023/24 - – Real Madrid CF: 1961/62, 1963/64, 1980/81 - Pohár vítězů pohárů (2. evropská výkonnostní úroveň) - – Real Madrid CF: 1970/71, 1982/83 - Pohár UEFA / Evropská liga UEFA (3. evropská – 1971–99, později 2. evropská výkonnostní úroveň; 2× vítěz) - – Real Madrid CF: 1984/85, 1985/86 - Latinský pohár (elitní poválečná soutěž; 2× vítěz) - – Real Madrid CF: 1955, 1957 - Superpohár UEFA (6× vítěz) - – Real Madrid CF: 2002, 2014, 2016, 2017, 2022, 2024 - - – Real Madrid CF: 1998, 2000, 2018 - Interkontinentální pohár (3× vítěz) - – Real Madrid CF: 1960, 1998, 2002 - – Real Madrid CF: 1966, 2000 - Mistrovství světa ve fotbale klubů (5× vítěz) - – Real Madrid CF: 2014, 2016, 2017, 2018, 2022 |
| Domácí medaile |
| - Španělská nejvyšší fotbalová soutěž (Primera División; 36× vítěz) - – Madrid FC: 1931/32, 1932/33; Real Madrid CF: 1953/54, 1954/55, 1956/57, 1957/58, 1960/61, 1961/62, 1962/63, 1963/64, 1964/65, 1966/67, 1967/68, 1968/69, 1971/72, 1974/75, 1975/76, 1977/78, 1978/79, 1979/80, 1985/86, 1986/87, 1987/88, 1988/89, 1989/90, 1994/95, 1996/97, 2000/01, 2002/03, 2006/07, 2007/08, 2011/12, 2016/17, 2019/20, 2021/22, 2023/24 - – Real Madrid FC: 1929; Madrid FC: 1933/34, 1934/35, 1935/36; Real Madrid CF: 1941/42, 1944/45, 1958/59, 1959/60, 1965/66, 1980/81, 1982/83, 1983/84, 1991/92, 1992/93, 1998/99, 2004/05, 2005/06, 2008/09, 2009/10, 2010/11, 2012/13, 2014/15, 2015/16, 2020/21 - – Real Madrid CF: 1948/49, 1951/52, 1952/53, 1955/56, 1981/82, 1990/91, 2001/02, 2013/14, 2017/18, 2018/19 - Španělský fotbalový pohár (Copa del Generalísimo, Copa del Rey; 20× vítěz) - – Madrid FC: 1905, 1906, 1907, 1908, 1917, 1934, 1936; Real Madrid CF: 1946, 1947, 1961/62, 1969/70, 1973/74, 1974/75, 1979/80, 1981/82, 1988/89, 1992/93, 2010/11, 2013/14, 2021/22 - Španělský ligový pohár (Copa de la Liga; 1× vítěz) - – Real Madrid CF: 1984/85 - Španělský Superpohár (Supercopa de España; 12× vítěz) - – Real Madrid CF: 1988, 1989, 1990, 1993, 1997, 2001, 2003, 2008, 2017, 2019, 2024 2019/20 2021/22 |
| Menší úspěchy |
| - Copa Eva Duarte (1× vítěz) - – Real Madrid CF: 1947 - Pequeña Copa del Mundo de Clubes (2× vítěz) - – Real Madrid CF: 1952, 1956 - Copa Iberoamericana (1× vítěz) - – Real Madrid CF: 1994 - Campeonato Regional Centro (22× vítěz) - – Moderno Football Club: 1902/03; Madrid FC: 1904/05, 1905/06, 1907/08, 1912/13, 1915/16, 1916/17, 1917/18, 1919/20; Real Madrid FC: 1921/22, 1922/23, 1923/24, 1925/26, 1926/27, 1928/29, 1929/30, 1930/31; Madrid FC: 1931/32, 1932/33, 1933/34, 1934/35, 1935/36 - – Madrid FC: 1902/03, 1910/11, 1918/19; Real Madrid FC: 1924/25, 1927/28; Madrid FC: 1939/40 - Copa Federación Centro (3× vítěz) - – Real Madrid FC: 1922/23, 1927/28; Real Madrid CF: 1943/44 - Trofeo Teresa Herrera (9× vítěz) - – Real Madrid CF: 1949, 1953, 1966, 1976, 1978, 1979, 1980, 1994, 2013 - Trofeo Ramón de Carranza (6× vítěz) - – Real Madrid CF: 1958, 1959, 1960, 1966, 1970, 1982 - Coupe Mohammed V (1× vítěz) - – Real Madrid CF: 1966 - Trofeo Colombino (3× vítěz) - – Real Madrid CF: 1970, 1984, 1989 - Trofeo Ciudad de Alicante (11× vítěz) - – Real Madrid CF: 1972, 1990, 1991, 1992, 1993, 1995, 1998, 2000, 2001, 2002, 2010 - Trofeo Santiago Bernabéu (28× vítěz) - – Real Madrid CF: 1981, 1983, 1984, 1985, 1987, 1989, 1991, 1994, 1995, 1996, 1997, 1998, 1999, 2000, 2003, 2005, 2006, 2007, 2008, 2009, 2010, 2011, 2012, 2013, 2015, 2016, 2017, 2018 - Trofeo Cidade de Vigo (2× vítěz) - – Real Madrid CF: 1981, 1982 - Trofeo Festa d'Elx (3× vítěz) - – Real Madrid CF: 1984, 1985, 1999 - Trofeo Naranja (1× vítěz) - – Real Madrid CF: 1990 - Trofeo Bahía de Cartagena (4× vítěz) - – Real Madrid CF: 1994, 1998, 1999, 2001 - Trofeo Pirelli (1× vítěz) - – Real Madrid CF: 1999 - Memorial Jesús Gil y Gil (1× vítěz) - – Real Madrid CF: 2005 - Franz Beckenbauer Cup (1× vítěz) - – Real Madrid CF: 2010 - World Football Challenge (2× vítěz) - – Real Madrid CF: 2011, 2012 - International Champions Cup (3× vítěz) - – Real Madrid CF: 2013, 2015 Austrálie, 2015 Čína - Major League Soccer All-Star Game (1× vítěz) - – Real Madrid CF: 2017 |

### Úspěchy mládeže
| Domácí medaile |
| - Španělská nejvyšší fotbalová soutěž do 19 let (dříve ligová soutěž / od roku 1995 jako turnaj Copa de Campeones; 11× vítěz) - – Real Madrid CF: 1986/87, 1987/88, 1989/90, 1992/93, 1994/95, 1996/97, 1999/00, 2005/06, 2011/10, 2013/14, 2016/17 - – Real Madrid CF: 1991/92, 1995/96, 2006/07, 2010/11 - Španělská fotbalová ligová soutěž do 19 let (kvalifikace do soutěže Copa de Campeones; 12× vítěz) - – Real Madrid CF: 1995/96 (sk. 5), 1996/97 (sk. 5), 1997/98 (sk. 5), 1999/00 (sk. 5), 2003/04 (sk. 5), 2005/06 (sk. 5), 2006/07 (sk. 5), 2009/10 (sk. 5), 2010/11 (sk. 5), 2012/13 (sk. 5), 2013/14 (sk. 5), 2016/17 (sk. 5) - Španělský fotbalový pohár do 19 let (Copa del Rey Juvenil; 13× vítěz) - – Real Madrid CF: 1953, 1968, 1969, 1971, 1978, 1981, 1982, 1985, 1988, 1991, 1993, 2013, 2017 |

## Hráči

### Současná soupiska
Aktuální k 16. července 2024

Španělské kluby jsou limitovány pravidly nařizující, že každý klub smí mít na soupisce pouze tři hráče, kteří mají občanství ve státech mimo Evropskou unii. Toto pravidlo se nevztahuje na hráče s dvojím občanstvím a na hráče z tzv. AKT (Africká, Karibská a Pacifická skupina států).
| Číslo |            | Pozice | Hráč                            |
| ----- | ---------- | ------ | ------------------------------- |
| 1     | Belgie     | B      | Thibaut Courtois                |
| 2     | Španělsko  | O      | Dani Carvajal                   |
| 3     | Brazílie   | O      | Éder Militão                    |
| 4     | Rakousko   | O      | David Alaba                     |
| 5     | Anglie     | Z      | Jude Bellingham                 |
| 6     | Španělsko  | O      | Nacho Fernández (kapitán)       |
| 7     | Brazílie   | Ú      | Vinícius Júnior                 |
| 8     | Německo    | Z      | Toni Kroos                      |
| 9     | Francie    | Ú      | Kylian Mbappé                   |
| 10    | Chorvatsko | Z      | Luka Modrić (zástupce kapitána) |
| 11    | Brazílie   | Ú      | Rodrygo                         |
| 12    | Francie    | Z      | Eduardo Camavinga               |
| 13    | Ukrajina   | B      | Andrij Lunin                    |

| Číslo |           | Pozice | Hráč                                      |
| ----- | --------- | ------ | ----------------------------------------- |
| 14    | Španělsko | Ú      | Joselu (na hostování zEspanyol)           |
| 15    | Uruguay   | Z      | Federico Valverde                         |
| 17    | Španělsko | O      | Lucas Vázquez                             |
| 18    | Francie   | Z      | Aurélien Tchouaméni                       |
| 19    | Španělsko | Z      | Dani Ceballos                             |
| 20    | Španělsko | O      | Fran García                               |
| 21    | Španělsko | Ú      | Brahim Díaz                               |
| 22    | Německo   | O      | Antonio Rüdiger                           |
| 23    | Francie   | O      | Ferland Mendy                             |
| 24    | Turecko   | Z      | Arda Güler                                |
| 25    | Španělsko | B      | Kepa Arrizabalaga (na hostování zChelsea) |

### Hráči na hostování
| Číslo |           | Pozice | Hráč                                     |
| ----- | --------- | ------ | ---------------------------------------- |
|       | Španělsko | O      | Jesús Vallejo (v Granada do června 2024) |
|       | Španělsko | O      | Pablo Ramón (v Mirandés do června 2024)  |
|       | Španělsko | O      | Rafa Marín (v Alavés do června 2024)     |

| Číslo |           | Pozice | Hráč                                      |
| ----- | --------- | ------ | ----------------------------------------- |
|       | Brazílie  | Z      | Reinier (v Frosinone do června 2024)      |
|       | Španělsko | Z      | Marvin Park (v Las Palmas do června 2024) |
|       | Španělsko | Ú      | Juanmi Latasa (v Getafe do června 2024)   |

### Slavní hráči
- Santiago Bernabéu
- Alfredo Di Stéfano
- Peter Dubovský
- Ferenc Puskás
- Raymond Kopa
- Francisco Gento
- José Antonio Camacho
- Juanito
- Santillana
- Emilio Butragueño
- Martin Vazquez
- Manolo Sanchis
- Bernd Schuster
- Francisco „Paco“ Buyo
- Hugo Sánchez
- Fernando Hierro
- Gheorghe Hagi
- Fernando Redondo
- Roberto Carlos
- Fernando Morientes
- Steve McManaman
- Iván Helguera
- Claude Makélélé
- Luís Figo
- Zinédine Zidane
- Ronaldo
- David Beckham
- Michael Owen
- Esteban Cambiasso
- Robinho
- Fabio Cannavaro
- Míchel Salgado
- Ruud van Nistelrooy
- Guti
- Raúl
- Cristiano Ronaldo
- Iker Casillas
- Kaká
- Mesut Özil
- Sergio Ramos
- Karim Benzema
- Marcelo
- James Rodríguez
- Gareth Bale
- Luka Modrić
- Davor Šuker
- Jude Bellingham

## Trenéři

### Současný realizační tým
- Hlavní trenér –  Carlo Ancelotti
- Asistent trenéra –  Davide Ancelotti
- Trenér brankářů –  Luis Llopis
- Kondiční trenér –  Antonio Pintus

### Historie trenérů
Zdroj:
- 1910–1920:  Arthur Johnson
- 1920–1926:  Juan de Cácer
- 1926:  Pedro Llorente
- 1926–1927:  Santiago Bernabéu
- 1927–1929:  José Berraondo
- 1929–1930:  José Quirante
- 1930–1932:  Lippo Hertza
- 1932–1934:  Robert Firth
- 1934–1941:  Francisco Bru
- 1941–1943:  Juan Armet
- 1943–1945:  Ramón Encinas
- 1945–1946:  Jacinto Quincóces
- 1946–1947:  Baltasar Albéniz
- 1947–1948:  Jacinto Quincóces
- 1948–1950:  Michael Keeping
- 1950–1951:  Baltasar Albéniz
- 1951–1952:  Hector Scarone
- 1952–1953:  Juan Antonio Ipiña
- 1953–1954:  Enrique Fernández Viola
- 1954–1957:  José Villalinga
- 1957–1959:  Luis Carringlia
- 1959:  Miguel Muñoz
- 1959:  Luis Carringlia
- 1959–1960:  Miguel Fleitas
- 1960–1974:  Miguel Muñoz
- 1974:  Luis Molowny
- 1974–1977:  Milan Miljanič
- 1977–1979:  Luis Molowny
- 1979–1982:  Vujadin Boškov
- 1982:  Luis Molowny
- 1982–1984:  Alfredo Di Stéfano
- 1984–1985:  Amancio Amaro
- 1985–1986:  Luis Molowny
- 1986–1989:  Leo Beenhakker
- 1989–1990:  John Toshack
- 1990–1991:  Alfredo Di Stéfano
- 1991–1992:  Radomir Antić
- 1992:  Leo Beenhakker
- 1992–1994:  Benito Floro
- 1994:  Vicente del Bosque
- 1994–1996:  Jorge Valdano
- 1996:  Vicente del Bosque
- 1996:  Arsenio Iglesias
- 1996–1997:  Fabio Capello
- 1997–1998:  Jupp Heynckes
- 1998:  José Antonio Camacho
- 1998–1999:  Guus Hiddink
- 1999:  John Toshack
- 1999–2003:  Vicente del Bosque
- 2003–2004:  Carlos Queiroz
- 2004:  José Antonio Camacho
- 2004:  Mariano García Remón
- 2004–2005:  Vanderlei Luxemburgo
- 2005–2006:  Juan Ramón Lopez Caro
- 2006–2007:  Fabio Capello
- 2007–2008:  Bernd Schuster
- 2008–2009:  Juande Ramos
- 2009–2010:  Manuel Pellegrini
- 2010–2013:  José Mourinho
- 2013–2015:  Carlo Ancelotti
- 2015–2016:  Rafael Benítez
- 2016–2018:  Zinédine Zidane[57]
- 2018:  Julen Lopetegui
- 2018–2019:  Santiago Solari
- 2019–2021:  Zinedine Zidane[57]
- od 2021:  Carlo Ancelotti

## Umístění v jednotlivých sezónách
- 1929– : Primera División

| Španělsko (1929 –)                                                                          |                  |        |    |    |    |    |     |    |     |     |        |
| Sezóny                                                                                      | Liga             | Úroveň | Z  | V  | R  | P  | VG  | OG | +/- | B   | Pozice |
| 1929                                                                                        | Primera División | 1      | 18 | 11 | 1  | 6  | 40  | 27 | +13 | 23  | 2.     |
| 1929/30                                                                                     | Primera División | 1      | 18 | 7  | 3  | 8  | 45  | 42 | +3  | 17  | 5.     |
| 1930/31                                                                                     | Primera División | 1      | 18 | 7  | 4  | 7  | 24  | 27 | -3  | 18  | 6.     |
| 1931/32                                                                                     | Primera División | 1      | 18 | 10 | 8  | 0  | 37  | 15 | +22 | 28  | 1.     |
| 1932/33                                                                                     | Primera División | 1      | 18 | 13 | 2  | 3  | 49  | 17 | +32 | 28  | 1.     |
| 1933/34                                                                                     | Primera División | 1      | 18 | 10 | 2  | 6  | 41  | 29 | +12 | 22  | 2.     |
| 1934/35                                                                                     | Primera División | 1      | 22 | 16 | 1  | 5  | 61  | 34 | +27 | 33  | 2.     |
| 1935/36                                                                                     | Primera División | 1      | 22 | 13 | 3  | 6  | 62  | 35 | +27 | 29  | 2.     |
| Španělské soutěže se v letech 1936–39 nehrály, a to kvůli právě probíhající občanské válce. |                  |        |    |    |    |    |     |    |     |     |        |
| 1939/40                                                                                     | Primera División | 1      | 22 | 12 | 1  | 9  | 47  | 35 | +12 | 25  | 4.     |
| 1940/41                                                                                     | Primera División | 1      | 22 | 11 | 2  | 9  | 51  | 38 | +13 | 24  | 6.     |
| 1941/42                                                                                     | Primera División | 1      | 26 | 14 | 5  | 7  | 65  | 43 | +22 | 33  | 2.     |
| 1942/43                                                                                     | Primera División | 1      | 26 | 10 | 5  | 11 | 52  | 50 | +2  | 25  | 10.    |
| 1943/44                                                                                     | Primera División | 1      | 26 | 11 | 6  | 9  | 48  | 38 | +10 | 28  | 7.     |
| 1944/45                                                                                     | Primera División | 1      | 26 | 18 | 2  | 6  | 68  | 35 | +33 | 38  | 2.     |
| 1945/46                                                                                     | Primera División | 1      | 26 | 11 | 9  | 6  | 46  | 30 | +16 | 31  | 4.     |
| 1946/47                                                                                     | Primera División | 1      | 26 | 11 | 5  | 10 | 62  | 56 | +6  | 27  | 7.     |
| 1947/48                                                                                     | Primera División | 1      | 26 | 7  | 7  | 12 | 41  | 56 | -15 | 21  | 11.    |
| 1948/49                                                                                     | Primera División | 1      | 26 | 15 | 4  | 7  | 67  | 42 | +25 | 34  | 3.     |
| 1949/50                                                                                     | Primera División | 1      | 26 | 11 | 9  | 6  | 60  | 49 | +11 | 31  | 4.     |
| 1950/51                                                                                     | Primera División | 1      | 32 | 15 | 5  | 12 | 80  | 71 | +9  | 35  | 9.     |
| 1951/52                                                                                     | Primera División | 1      | 30 | 16 | 6  | 8  | 79  | 50 | +29 | 38  | 3.     |
| 1952/53                                                                                     | Primera División | 1      | 30 | 18 | 3  | 9  | 67  | 49 | +18 | 39  | 3.     |
| 1953/54                                                                                     | Primera División | 1      | 30 | 17 | 6  | 7  | 72  | 41 | +31 | 40  | 1.     |
| 1954/55                                                                                     | Primera División | 1      | 30 | 20 | 6  | 4  | 80  | 31 | +49 | 46  | 1.     |
| 1955/56                                                                                     | Primera División | 1      | 30 | 18 | 2  | 10 | 81  | 39 | +42 | 38  | 3.     |
| 1956/57                                                                                     | Primera División | 1      | 30 | 20 | 4  | 6  | 74  | 35 | +39 | 44  | 1.     |
| 1957/58                                                                                     | Primera División | 1      | 30 | 20 | 5  | 5  | 71  | 26 | +45 | 45  | 1.     |
| 1958/59                                                                                     | Primera División | 1      | 30 | 21 | 5  | 4  | 89  | 29 | +60 | 47  | 2.     |
| 1959/60                                                                                     | Primera División | 1      | 30 | 21 | 4  | 5  | 96  | 36 | +60 | 46  | 2.     |
| 1960/61                                                                                     | Primera División | 1      | 30 | 24 | 4  | 2  | 89  | 25 | +64 | 52  | 1.     |
| 1961/62                                                                                     | Primera División | 1      | 30 | 19 | 5  | 6  | 58  | 24 | +34 | 43  | 1.     |
| 1962/63                                                                                     | Primera División | 1      | 30 | 23 | 3  | 4  | 83  | 33 | +50 | 49  | 1.     |
| 1963/64                                                                                     | Primera División | 1      | 30 | 22 | 2  | 6  | 61  | 23 | +38 | 46  | 1.     |
| 1964/65                                                                                     | Primera División | 1      | 30 | 21 | 5  | 4  | 64  | 18 | +46 | 47  | 1.     |
| 1965/66                                                                                     | Primera División | 1      | 30 | 19 | 5  | 6  | 53  | 30 | +23 | 43  | 2.     |
| 1966/67                                                                                     | Primera División | 1      | 30 | 19 | 9  | 2  | 58  | 22 | +36 | 47  | 1.     |
| 1967/68                                                                                     | Primera División | 1      | 30 | 16 | 10 | 4  | 55  | 26 | +29 | 42  | 1.     |
| 1968/69                                                                                     | Primera División | 1      | 30 | 18 | 11 | 1  | 46  | 21 | +25 | 47  | 1.     |
| 1969/70                                                                                     | Primera División | 1      | 30 | 13 | 9  | 8  | 50  | 42 | +8  | 35  | 6.     |
| 1970/71                                                                                     | Primera División | 1      | 30 | 17 | 7  | 6  | 46  | 24 | +22 | 41  | 4.     |
| 1971/72                                                                                     | Primera División | 1      | 34 | 19 | 9  | 6  | 51  | 27 | +24 | 47  | 1.     |
| 1972/73                                                                                     | Primera División | 1      | 34 | 17 | 9  | 8  | 45  | 29 | +16 | 43  | 4.     |
| 1973/74                                                                                     | Primera División | 1      | 34 | 13 | 8  | 13 | 48  | 38 | +10 | 34  | 8.     |
| 1974/75                                                                                     | Primera División | 1      | 34 | 20 | 10 | 4  | 66  | 34 | +32 | 50  | 1.     |
| 1975/76                                                                                     | Primera División | 1      | 34 | 20 | 8  | 6  | 54  | 26 | +28 | 48  | 1.     |
| 1976/77                                                                                     | Primera División | 1      | 34 | 12 | 10 | 12 | 57  | 53 | +4  | 34  | 9.     |
| 1977/78                                                                                     | Primera División | 1      | 34 | 22 | 3  | 9  | 77  | 40 | +37 | 47  | 1.     |
| 1978/79                                                                                     | Primera División | 1      | 34 | 16 | 15 | 3  | 61  | 36 | +25 | 47  | 1.     |
| 1979/80                                                                                     | Primera División | 1      | 34 | 22 | 9  | 3  | 70  | 33 | +37 | 53  | 1.     |
| 1980/81                                                                                     | Primera División | 1      | 34 | 20 | 5  | 9  | 66  | 37 | +29 | 45  | 2.     |
| 1981/82                                                                                     | Primera División | 1      | 34 | 18 | 8  | 8  | 57  | 34 | +23 | 44  | 3.     |
| 1982/83                                                                                     | Primera División | 1      | 34 | 20 | 9  | 5  | 57  | 25 | +32 | 49  | 2.     |
| 1983/84                                                                                     | Primera División | 1      | 34 | 22 | 5  | 7  | 59  | 37 | +22 | 49  | 2.     |
| 1984/85                                                                                     | Primera División | 1      | 34 | 13 | 10 | 11 | 46  | 36 | +10 | 36  | 5.     |
| 1985/86                                                                                     | Primera División | 1      | 34 | 26 | 4  | 4  | 83  | 33 | +50 | 56  | 1.     |
| 1986/87                                                                                     | Primera División | 1      | 44 | 27 | 12 | 5  | 84  | 37 | +47 | 66  | 1.     |
| 1987/88                                                                                     | Primera División | 1      | 38 | 28 | 6  | 4  | 95  | 26 | +69 | 62  | 1.     |
| 1988/89                                                                                     | Primera División | 1      | 38 | 25 | 12 | 1  | 91  | 37 | +54 | 62  | 1.     |
| 1989/90                                                                                     | Primera División | 1      | 38 | 26 | 10 | 2  | 107 | 38 | +69 | 62  | 1.     |
| 1990/91                                                                                     | Primera División | 1      | 38 | 20 | 6  | 12 | 63  | 37 | +26 | 46  | 3.     |
| 1991/92                                                                                     | Primera División | 1      | 38 | 23 | 8  | 7  | 78  | 32 | +46 | 54  | 2.     |
| 1992/93                                                                                     | Primera División | 1      | 38 | 24 | 9  | 5  | 75  | 28 | +47 | 57  | 2.     |
| 1993/94                                                                                     | Primera División | 1      | 38 | 19 | 7  | 12 | 61  | 50 | +11 | 45  | 4.     |
| 1994/95                                                                                     | Primera División | 1      | 38 | 23 | 9  | 6  | 76  | 29 | +47 | 55  | 1.     |
| 1995/96                                                                                     | Primera División | 1      | 42 | 20 | 10 | 12 | 75  | 51 | +24 | 70  | 4.     |
| 1996/97                                                                                     | Primera División | 1      | 42 | 27 | 11 | 4  | 85  | 36 | +49 | 92  | 1.     |
| 1997/98                                                                                     | Primera División | 1      | 38 | 17 | 12 | 9  | 63  | 45 | +18 | 63  | 4.     |
| 1998/99                                                                                     | Primera División | 1      | 38 | 21 | 5  | 12 | 77  | 62 | +15 | 68  | 2.     |
| 1999/00                                                                                     | Primera División | 1      | 38 | 16 | 14 | 8  | 58  | 48 | +10 | 62  | 5.     |
| 2000/01                                                                                     | Primera División | 1      | 38 | 24 | 8  | 6  | 81  | 40 | +41 | 80  | 1.     |
| 2001/02                                                                                     | Primera División | 1      | 38 | 19 | 9  | 10 | 69  | 44 | +25 | 66  | 3.     |
| 2002/03                                                                                     | Primera División | 1      | 38 | 22 | 12 | 4  | 86  | 42 | +44 | 78  | 1.     |
| 2003/04                                                                                     | Primera División | 1      | 38 | 21 | 7  | 10 | 72  | 54 | +18 | 70  | 4.     |
| 2004/05                                                                                     | Primera División | 1      | 38 | 25 | 5  | 8  | 71  | 32 | +39 | 80  | 2.     |
| 2005/06                                                                                     | Primera División | 1      | 38 | 20 | 10 | 8  | 70  | 40 | +30 | 70  | 2.     |
| 2006/07                                                                                     | Primera División | 1      | 38 | 23 | 7  | 8  | 66  | 40 | +26 | 76  | 1.     |
| 2007/08                                                                                     | Primera División | 1      | 38 | 27 | 4  | 7  | 84  | 36 | +48 | 85  | 1.     |
| 2008/09                                                                                     | Primera División | 1      | 38 | 25 | 3  | 10 | 83  | 52 | +31 | 78  | 2.     |
| 2009/10                                                                                     | Primera División | 1      | 38 | 31 | 3  | 4  | 102 | 35 | +67 | 96  | 2.     |
| 2010/11                                                                                     | Primera División | 1      | 38 | 29 | 5  | 4  | 102 | 33 | +69 | 92  | 2.     |
| 2011/12                                                                                     | Primera División | 1      | 38 | 32 | 4  | 2  | 121 | 32 | +89 | 100 | 1.     |
| 2012/13                                                                                     | Primera División | 1      | 38 | 26 | 7  | 5  | 103 | 42 | +61 | 85  | 2.     |
| 2013/14                                                                                     | Primera División | 1      | 38 | 27 | 6  | 5  | 104 | 38 | +66 | 87  | 3.     |
| 2014/15                                                                                     | Primera División | 1      | 38 | 30 | 2  | 6  | 118 | 38 | +80 | 92  | 2.     |
| 2015/16                                                                                     | Primera División | 1      | 38 | 28 | 6  | 4  | 110 | 34 | +76 | 90  | 2.     |
| 2016/17                                                                                     | Primera División | 1      | 38 | 29 | 6  | 3  | 106 | 41 | +65 | 93  | 1.     |
| 2017/18                                                                                     | Primera División | 1      | 38 | 22 | 10 | 6  | 94  | 44 | +50 | 76  | 3.     |
| 2018/19                                                                                     | Primera División | 1      | 38 | 21 | 5  | 12 | 63  | 46 | +17 | 68  | 3.     |
| 2019/20                                                                                     | Primera División | 1      | 38 | 26 | 9  | 3  | 70  | 25 | +45 | 87  | 1.     |
| 2020/21                                                                                     | Primera División | 1      | 38 | 25 | 9  | 4  | 67  | 28 | +39 | 84  | 2.     |
| 2021/22                                                                                     | Primera División | 1      | 38 | 26 | 8  | 4  | 80  | 31 | +49 | 86  | 1.     |
| 2022/23                                                                                     | Primera División | 1      | 38 | 24 | 6  | 8  | 75  | 36 | +39 | 78  | 2.     |
| 2023/24                                                                                     | Primera División | 1      | 38 | 29 | 8  | 1  | 87  | 26 | +61 | 95  | 1.     |
| 2024/25                                                                                     | Primera División | 1      | 38 | 26 | 6  | 6  | 78  | 38 | +40 | 84  | 2.     |

## Účast v evropských pohárech

### Statistická tabulka
Aktuální k 7. srpnu 2020
Legenda: VG – Vstřelené góly, OG – Obdržené góly, GR – Gólový rozdíl
| Soutěž                   | Zápasy | Výhry | Remízy | Prohry | VG   | OG  | GR   | Úspěšnost % |
| ------------------------ | ------ | ----- | ------ | ------ | ---- | --- | ---- | ----------- |
| PMEZ/LM                  | 439    | 262   | 76     | 101    | 973  | 480 | +193 | 59,68       |
| PVP                      | 31     | 16    | 9      | 6      | 57   | 24  | +33  | 51,61       |
| Pohár UEFA               | 64     | 33    | 10     | 21     | 111  | 75  | +36  | 51,56       |
| Superpohár UEFA          | 7      | 4     | 0      | 3      | 13   | 11  | +2   | 57,14       |
| Interkontinentální pohár | 7      | 3     | 1      | 3      | 10   | 8   | +2   | 42,86       |
| Mistrovství světa klubů  | 12     | 10    | 2      | 0      | 31   | 11  | +20  | 83,33       |
| Celkem                   | 560    | 328   | 98     | 134    | 1195 | 609 | +586 | 58,57       |

### 1950–1970
Zdroj:
Legenda: LaP – Latinský pohár, VP – Veletržní pohár, PMEZ – Pohár mistrů evropských zemí, PVP – Pohár vítězů pohárů, LM – Liga mistrů UEFA, UEFA – Pohár UEFA, EL – Evropská liga UEFA, SP – Superpohár UEFA, PI – Pohár Intertoto, IP – Interkontinentální pohár, MS – Mistrovství světa ve fotbale klubů 
 Pozn.: V závorce u daného ročníkového maxima je uveden přemožitel daného klubu, není-li v závorce uvedeno jinak.
- LaP 1955 – Vítěz (poražený finalista Stade de Reims)
- PMEZ 1955/1956 – Vítěz (poražený finalista Stade de Reims)
- PMEZ 1956/1957 – Vítěz (poražený finalista ACF Fiorentina)
- LaP 1957 – Vítěz (poražený finalista Benfica Lisabon)
- PMEZ 1957/1958 – Vítěz (poražený finalista AC Milán)
- PMEZ 1958/1959 – Vítěz (poražený finalista Stade de Reims)
- PMEZ 1959/1960 – Vítěz (poražený finalista Eintracht Frankfurt)
- IP 1960 – Vítěz (poražený finalista CA Peñarol)
- PMEZ 1960/1961 – 1. kolo (FC Barcelona)
- PMEZ 1961/1962 – Finále (Benfica Lisabon)
- PMEZ 1962/1963 – Předkolo (RSC Anderlecht)
- PMEZ 1963/1964 – Finále (Inter Milán)
- PMEZ 1964/1965 – Čtvrtfinále (Benfica Lisabon)
- PMEZ 1965/1966 – Vítěz (poražený finalista FK Partizan)
- IP 1966 – Finále (CA Peñarol)
- PMEZ 1966/1967 – Čtvrtfinále (Inter Milán)
- PMEZ 1967/1968 – Semifinále (Manchester United FC)
- PMEZ 1968/1969 – 2. kolo (SK Rapid Wien)
- PMEZ 1969/1970 – 2. kolo (Standard Liège)

### 1970–1990
Zdroj:
Legenda: VP – Veletržní pohár, PMEZ – Pohár mistrů evropských zemí, PVP – Pohár vítězů pohárů, LM – Liga mistrů UEFA, UEFA – Pohár UEFA, EL – Evropská liga UEFA, SP – Superpohár UEFA, PI – Pohár Intertoto, IP – Interkontinentální pohár, MS – Mistrovství světa ve fotbale klubů 
 Pozn.: V závorce u daného ročníkového maxima je uveden přemožitel daného klubu, není-li v závorce uvedeno jinak.
- PVP 1970/1971 – Finále (Chelsea FC)
- UEFA 1971/1972 – 2. kolo (PSV Eindhoven)
- PMEZ 1972/1973 – Semifinále (AFC Ajax)
- UEFA 1973/1974 – 1. kolo (Ipswich Town FC)
- PVP 1974/1975 – Čtvrtfinále (FK Crvena zvezda)
- PMEZ 1975/1976 – Semifinále (FC Bayern Mnichov)
- PMEZ 1976/1977 – 2. kolo (Club Brugge KV)
- PMEZ 1978/1979 – 2. kolo (Grasshopper Club Zürich)
- PMEZ 1979/1980 – Semifinále (Hamburger SV)
- PMEZ 1980/1981 – Finále (Liverpool FC)
- UEFA 1981/1982 – Čtvrtfinále (1. FC Kaiserslautern)
- PVP 1982/1983 – Finále (Aberdeen FC)
- UEFA 1983/1984 – 1. kolo (Sparta ČKD Praha)
- UEFA 1984/1985 – Vítěz (poražený finalista Videoton FC)
- UEFA 1985/1986 – Vítěz (poražený finalista 1. FC Köln)
- PMEZ 1986/1987 – Semifinále (FC Bayern Mnichov)
- PMEZ 1987/1988 – Semifinále (PSV Eindhoven)
- PMEZ 1988/1989 – Semifinále (AC Milán)
- PMEZ 1989/1990 – 2. kolo (AC Milán)

### 1990–2010
Zdroj:
Legenda: VP – Veletržní pohár, PMEZ – Pohár mistrů evropských zemí, PVP – Pohár vítězů pohárů, LM – Liga mistrů UEFA, UEFA – Pohár UEFA, EL – Evropská liga UEFA, SP – Superpohár UEFA, PI – Pohár Intertoto, IP – Interkontinentální pohár, MS – Mistrovství světa ve fotbale klubů 
 Pozn.: V závorce u daného ročníkového maxima je uveden přemožitel daného klubu, není-li v závorce uvedeno jinak.
- PMEZ 1990/1991 – Čtvrtfinále (FK Spartak Moskva)
- UEFA 1991/1992 – Semifinále (Turín FC)
- UEFA 1992/1993 – Čtvrtfinále (Paris Saint-Germain FC)
- PVP 1993/1994 – Čtvrtfinále (Paris Saint-Germain FC)
- UEFA 1994/1995 – 3. kolo (Odense BK)
- LM 1995/1996 – Čtvrtfinále (Juventus FC)
- LM 1997/1998 – Vítěz (poražený finalista Juventus FC)
- SP 1998 – Finále (Chelsea FC)
- IP 1998 – Vítěz (poražený finalista CR Vasco da Gama)
- LM 1998/1999 – Čtvrtfinále (FK Dynamo Kyjev)
- LM 1999/2000 – Vítěz (poražený finalista Valencia CF)
- SP 2000 – Finále (Galatasaray SK)
- MS 2000 – Zápas o 3. místo (prohra s Club Necaxa)
- IP 2000 – Finále (CA Boca Juniors)
- LM 2000/2001 – Semifinále (FC Bayern Mnichov)
- LM 2001/2002 – Vítěz (poražený finalista Bayer 04 Leverkusen)
- SP 2002 – Vítěz (poražený finalista Feyenoord)
- IP 2002 – Vítěz (poražený finalista Club Olimpia)
- LM 2002/2003 – Semifinále (Juventus FC)
- LM 2003/2004 – Čtvrtfinále (AS Monaco FC)
- LM 2004/2005 – Osmifinále (Juventus FC)
- LM 2005/2006 – Osmifinále (Arsenal FC)
- LM 2006/2007 – Osmifinále (FC Bayern Mnichov)
- LM 2007/2008 – Osmifinále (AS Řím)
- LM 2008/2009 – Osmifinále (Liverpool FC)
- LM 2009/2010 – Osmifinále (Olympique Lyon)

### 2010–
Zdroj:
Legenda: VP – Veletržní pohár, PMEZ – Pohár mistrů evropských zemí, PVP – Pohár vítězů pohárů, LM – Liga mistrů UEFA, UEFA – Pohár UEFA, EL – Evropská liga UEFA, SP – Superpohár UEFA, PI – Pohár Intertoto, IP – Interkontinentální pohár, MS – Mistrovství světa ve fotbale klubů 
 Pozn.: V závorce u daného ročníkového maxima je uveden přemožitel daného klubu, není-li v závorce uvedeno jinak.
- LM 2010/2011 – Semifinále (FC Barcelona)
- LM 2011/2012 – Semifinále (FC Bayern Mnichov)
- LM 2012/2013 – Semifinále (Borussia Dortmund)
- LM 2013/2014 – Vítěz (poražený finalista Atlético Madrid)
- SP 2014 – Vítěz (poražený finalista Sevilla FC)
- MS 2014 – Vítěz (poražený finalista CA San Lorenzo de Almagro)
- LM 2014/2015 – Semifinále (Juventus FC)
- LM 2015/2016 – Vítěz (poražený finalista Atlético Madrid)
- SP 2016 – Vítěz (poražený finalista Sevilla FC)
- MS 2016 – Vítěz (poražený finalista Kašima Antlers)
- LM 2016/2017 – Vítěz (poražený finalista Juventus FC)
- SP 2017 – Vítěz (poražený finalista Manchester United FC)
- MS 2017 – Vítěz (poražený finalista Grêmio Foot-Ball Porto Alegrense)
- LM 2017/2018 – Vítěz (poražený finalista Liverpool FC)
- SP 2018 – Finále (Atlético Madrid)
- MS 2018 – Vítěz (poražený finalista Al Ain FC)
- LM 2018/2019 – Osmifinále (AFC Ajax)
- LM 2019/2020 – Osmifinále (Manchester City)
- LM 2020/2021 – Semifinále (Chelsea FC)
- LM 2021/2022 – Vítěz (poražený finalista Liverpool FC)
- LM 2023/2024 – Vítěz (poražený finalista Borussia Dortmund)